# Статевий добір
Статевий до́бі́р — окремий випадок природного добору, що полягає у виникненні та розвитку рис, які допомагають організмам, найчастіше тваринам, отримати можливість успішно спаровуватися з представниками протилежної статі. В результаті гени, що допомагають цій можливості, відбираються та починають домінувати у популяції. У своєму початковому варіанті процес був описаний Чарльзом Дарвіном. Його послідовник, А. Воллес навіть піддавав сумніву щодо доцільності виділення статевого добору як окремої форми. Теорію статевого добору найбільш активно розвивав Л.Ш. Давіташвілі.
Зазвичай процеси, що ведуть до статевого добору, поділяють на «бій між самцями» (у дуже рідкісних випадках між самицями), «вибір пари» самицею та «статевий конфлікт». В окремих випадках відбувається «прихований вибір самицею», коли самиця вирішує, чи дозволити спермі запліднити яйцеклітину, не показуючи це самцю. Риси, що відбираються в результаті бою між самцями включають утворення рогів та подібних структур, що часто називаються «зброєю». Риси, що відбираються в результаті добору самицею називаються «орнаментом», найчастіше вони включають яскраве забарвлення або деякі характерні елементи морфології.
Результатом статевого добору є формування статевого диморфізму.

## Приклад: Міжстатевий добір
Найкраще зрозуміти умови, що визначають, яка стать стає більш обмеженим ресурсом, можна з принципу Бейтмана, який визначає, що стать, що вкладає більше ресурсів у нащадків, стає обмеженим ресурсом, за який змагається протилежна стать.
Одними з найбільш наочних прикладів можуть бути різниця кількості поживних речовин у зигот - яйцеклітини та сперматозоїда, та обмежена репродуктивна здатність самок як порівняти з самцями. Таким чином, 'статевий добір' звичайно стосується процесу вибору (обмежувальним чинником, яким звичайно є самиці) членів протилежної статі (необмеженого чинника, яким звичайно є самці).

## Роль МНС у статевому доборі
Відомо, що статевий добір може відбуватися за участі головного комплексу гістосумісності (англ. major histocompatibility complex, MHC) з залученням нюхового аналізатора, що було показано на прикладі  риб та мишей. Так, самки колючки триголкової (Gasterosteus aculeatus) здійснюють вибір статевого партнера з урахуванням запаху, щоб досягти оптимального рівня різноманітності MHC у своєму потомстві, забезпечивши їм стійкість до патогенів та паразитів.